# 响水河镇
响水河镇，是中华人民共和国山西省临汾市浮山县下辖的一个乡镇级行政单位。

## 行政区划
响水河镇下辖以下地区：
梁家河村、仁彰村、岗上村、中角村、西北陈村、范家坡村、程村、辛庄村、敦曹村、东陈村、段村、上东村、要东村、王庄村、苏村和桥埝村。